# 30. říjen
30. říjen je 303. den roku podle gregoriánského kalendáře (304. v přestupném roce). Do konce roku zbývá 62 dní. Svátek má Tadeáš, v církevním kalendáři Marcel.

## Události

### Česko
- 1959 – Divadlo Semafor zahajuje svoji činnost premiérou hudební komedie Jiřího Suchého a Jiřího Šlitra Člověk z půdy.
- 1975 – V Suchdole se zřítilo jugoslávské dopravní letadlo typu DC-9 společnosti Inex Adria Airways, ve kterém zahynulo 79 lidí.

### Svět
- 1340 – V bitvě na řece Salado porazili králové Kastilie a Portugalska vládce Granady a jeho maurské spojence.
- 1905 – Ruský car Mikuláš II. souhlasil se zřízením státní dumy – voleného legislativního orgánu carského Ruska.
- 1918 – Martinská deklarace proklamovala připojení Slováků k nově vznikající ČSR.
- 1938 – Wellesova rozhlasová adaptace knihy Válka světů H. G. Wellse způsobila paniku po celých USA.
- 1941 – Začala jedna z velkých bitev východní fronty druhé světové války – bitva o Sevastopol.
- 1961 – Po odpálení Car-bomby nad sovětskou jadernou střelnicí na ostrově Nová země nastala největší jaderná exploze v dějinách lidstva.
- 1961 – Finské vládě přichází nóta z Moskvy požadující zapojení Finských ozbrojených sil ve cvičení Rudé armády. Začala tzv. Nótová krize.
- 1978 – Při nehodě v Košicích, při které neovladatelná tramvaj vykolejila u zastávky Amfiteáter zemřelo 9 lidí, 90 bylo zraněno.
- 1995 – Québecké referendum o samostatnosti skončilo těsnou porážkou nacionalistů (50,6 % : 49,4 %).
- 2020 – V Egejském moři mezi Řeckem a Tureckem došlo k zemětřesení o síle 7,0 Mw. Následná vlna tsunami zabila 119 osob, dalších 1000 bylo zraněno.
- 2022 – Při oslavě Díválí došlo k pádu mostu v Gudžarátu. Neštěstí si vyžádalo 135 lidských životů a dalších nejméně 100 osob bylo zraněno.

## Narození

### Česko

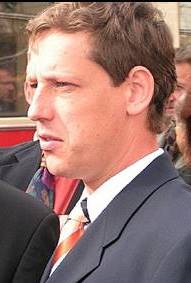
Stanislav Gross (* 1969)

- 1809 – Moric Fialka, důstojník a překladatel († 13. června 1869)
- 1812 – František Antonín Rybička (Skutečský), historik, archivář a právník († 25. ledna 1899)
- 1829
  - Karel Roth, český advokát a politik († 18. května 1888)
  - Karel Tieftrunk, středoškolský profesor, autor historických a jazykovědných studií († 2. prosince 1897)
  - Karel Jonáš, česko-americký politik, novinář a lingvista († 15. ledna 1896)
- 1845 – Václav Němec, český podnikatel a politik († 20. prosince 1924)
- 1862
  - Karel Pavlík, figurální malíř († 23. dubna 1890)
  - Bedřich Schwarzenberg, šlechtic a politik († 2. října 1936)
- 1869 – Anton Jarolim, československý odborový předák a politik německé národnosti († 11. dubna 1933)
- 1870 – Eduard Hausmann, československý politik německé národnosti († 5. března 1930)
- 1874 – Josef Skalák, československý politik († 9. března 1968)
- 1875 – Emil Kasík, československý politik († 21. prosince 1934)
- 1877 – Stanislav Kostlivý, chirurg a vysokoškolský profesor († 7. prosince 1946)
- 1880 – Ferdinand Benda, československý politik († 9. června 1952)
- 1882 – Oldřich Duras, šachista, první český mezinárodní velmistr († 5. ledna 1957)
- 1888 – Erich Roučka, český technik a vynálezce († 16. března 1986)
- 1890 – Otokar Walter ml., český sochař († 8. května 1963)
- 1893 – Karel Janoušek, voják, válečný veterán a politický vězeň († 27. října 1971)
- 1898 – Jiří Haussmann, český spisovatel († 7. ledna 1923)
- 1899 – Karel Pilař, český houslař († 28. června 1985)
- 1905 – Bohumír Štědroň, klavírista, hudební vědec a pedagog († 24. listopadu 1982)
- 1907 – Alexandr Paul, novinářský fotograf († 1. prosince 1981)
- 1909 – Terezie Blumová, hlasová pedagožka maďarského původu († 27. října 2008)
- 1915 – Pavel Kropáček, český historik umění († 27. února 1943)
- 1920
  - Jaroslav Svojše, skaut a spisovatel († 21. února 1983)
  - Zdeněk Kryzánek, herec († 24. prosince 1975)
- 1921 – Štefan Šutka, ministr dopravy († 20. června 1994)
- 1922 – Jiří Blažek, český grafik, typograf, ilustrátor a sběratel umění († 28. června 2017)
- 1930 – František Zahrádka, skaut a účastník protikomunistického odboje († 15. prosince 2017)
- 1940 – Drahoslava Landsmanová, česká herečka
- 1942 – Stanislav Štrunc, československý fotbalový reprezentant († 8. listopadu 2001)
- 1946 – Milan Horáček, německý politik
- 1949 – Michal Ajvaz, básník, překladatel a spisovatel
- 1953 – Jan Kalvoda, právník a politik
- 1955 – Jan Antonín Pitínský, básník, spisovatel, dramatik a divadelní režisér
- 1957 – Markéta Muchová, zpěvačka a herečka
- 1969 – Stanislav Gross, politik († 16. dubna 2015)
- 1974 – Martin Pechlát, herec
- 1987 – Šárka Vaňková, zpěvačka
- 1988 – Lucie Hrozová, horolezkyně
- 1991 – Tomáš Satoranský, basketbalista

### Svět

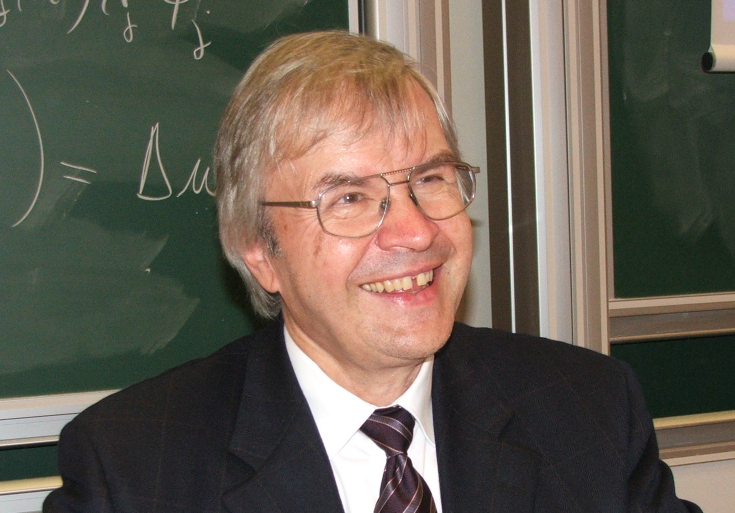
Theodor Wolfgang Hänsch (* 1941)

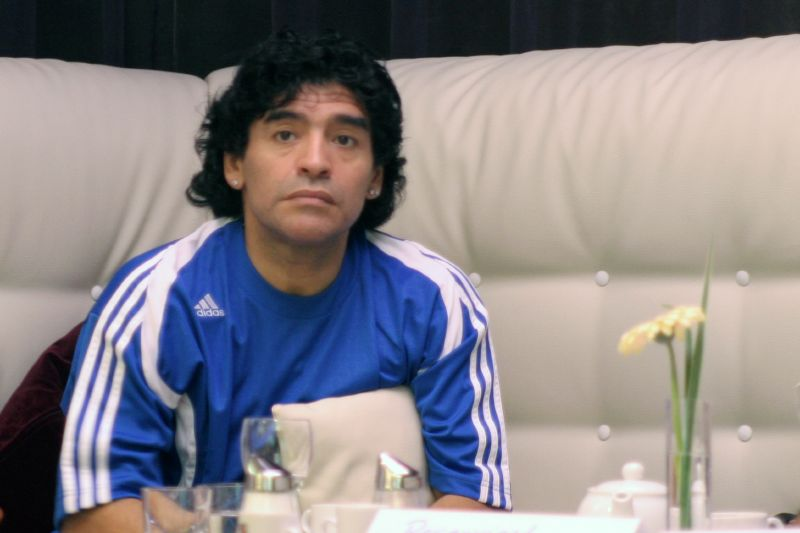
Diego Maradona (* 1960)

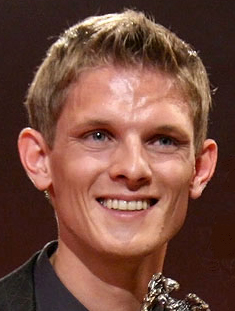
Thomas Morgenstern (* 1986)

- 1580 – Dirck Hartog, holandský mořeplavec († 11. října 1621)
- 1608 – Lazzaro Morelli, italský barokní sochař († 1690)
- 1631 – Pierre Beauchamp, francouzský choreograf, tanečník a hudební skladatel († únor 1705)
- 1668 – Žofie Šarlota Hannoverská, pruská královna († 1. února 1705)
- 1698 – Paul Troger, rakouský malíř († 20. července 1762)
- 1734 – Augusta Württemberská, kněžna z Thurn-Taxisu († 4. června 1787)
- 1735 – John Adams, druhý prezident Spojených států amerických († 4. července 1826)
- 1741 – Angelica Kauffmanová, švýcarská malířka († 5. listopadu 1807)
- 1742 – Albertine-Elisabeth Pater, holandská špionka a krátce milenka Ludvíka XV. († 24. prosince 1805)
- 1748 – Martha Wayles Skelton Jefferson, žena třetího prezidenta Spojených států amerických Thomase Jeffersona († 6. září 1782)
- 1762 – André Chénier, francouzský básník († 25. července 1794)
- 1785 – Hermann von Pückler-Muskau, německý šlechtic, voják, cestovatel († 4. února 1871)
- 1789 – Luisa Šarlota Dánská, dánská princezna († 28. března 1864)
- 1797 – Jindřiška Nasavsko-Weilburská, manželka arcivévody Karla Rakouského († 29. prosince 1829)
- 1823 – Karl von Stremayr, předlitavský státní úředník a politik († 22. června 1904)
- 1824 – Gabriel-Jean-Antoine Davioud, francouzský architekt († 6. dubna 1881)
- 1830 – François Crépin, belgický botanik († 30. dubna 1903)
- 1834 – Samuel Bourne, britský fotograf († 24. dubna 1912)
- 1839
  - Alfred Sisley, francouzský malíř († 29. ledna 1899)
  - Adolph von Asch, bavorský ministr války († 18. února 1906)
- 1840
  - William Graham Sumner, americký sociolog († 12. dubna 1910)
  - Jules Robuchon, francouzský sochař a fotograf († 14. února 1922)
- 1854 – Franz Rohr von Denta, rakouský polní maršál († 9. prosince 1927)
- 1857 – Georges Gilles de la Tourette, francouzský neurolog († 26. května 1904)
- 1859 – Karl von Stürgkh, předseda předlitavské vlády († 21. října 1916)
- 1864 – Elizabeth Sprague Coolidgeová, americká hudební mecenáška († 4. listopadu 1953)
- 1868 – Carlos Reyles, uruguayský romanopisec († 24. července 1938)
- 1871 – Paul Valéry, francouzský básník a spisovatel († 20. července 1945)
- 1873 – Francisco Madero, mexický politik, revolucionář, spisovatel a podnikatel († 22. února 1913)
- 1882
  - William F. Halsey, velitel americké 3. floty za druhé světové války († 20. srpna 1959)
  - Günther von Kluge, polní maršál nacistického Německa († 19. srpna 1944)
- 1885 – Ezra Pound, americký básník († 1. listopadu 1972)
- 1887 – Georg Heym, německý básník († 16. ledna 1912)
- 1888 – Konstantinos Tsiklitiras, řecký atlet († 1913)
- 1892 – Jelevferij, metropolita leningradský a ladožský († 27. října 1959)
- 1893 – Roland Freisler, německý nacistický soudce († 3. února 1945)
- 1895 – Gerhard Domagk, německý lékař, nositel Nobelovy ceny za medicínu († 24. dubna 1964)
- 1900 – Ragnar Granit, finský neurolog, nositel Nobelovy ceny za medicínu († 12. března 1991)
- 1903 – Helena Rakousko-Toskánská, rakouská arcivévodkyně a vévodkyně württemberská († 8. září 1924)
- 1906
  - Giuseppe Farina, italský automobilový závodník, mistr světa Formule 1 z roku 1950 († 30. června 1966)
  - Hermann Fegelein, velitel Waffen-SS († 29. dubna 1945)
  - Andrej Nikolajevič Tichonov, ruský matematik a geofyzik († 8. listopadu 1993)
- 1908 – Dmitrij Fjodorovič Ustinov, ministr obrany Sovětského svazu († 20. prosince 1984)
- 1917 – Nikolaj Ogarkov, náčelník Generálního štábu Sovětské armády († 23. ledna 1994)
- 1919 – Stane Kavčič, slovinský politik († 27. března 1987)
- 1925 – Teo Macero, americký hudební producent a saxofonista († 19. února 2008)
- 1926 – Laurence J. Burton, americký politik († 27. listopadu 2002)
- 1928
  - Daniel Nathans, americký mikrobiolog, nositel Nobelovy ceny († 16. listopadu 1999)
  - Fatimeh Pahlaví, íránská princezna († 2. června 1987)
- 1929
  - Viera Strnisková, slovenská herečka († 31. srpna 2013)
  - Finn Benestad, norský muzikolog a hudební kritik († 30. dubna 2012)
- 1930
  - Gian Vittorio Baldi, italský režisér († 23. března 2015)
  - Clifford Brown, americký trumpetista († 26. června 1956)
- 1932 – Louis Malle, francouzský režisér († 23. listopadu 1995)
- 1934 – Frans Brüggen, nizozemský dirigent, flétnista a muzikolog († 13. srpna 2014)
- 1935 – Agota Kristofová, švýcarská spisovatelka maďarského původu († 27. července 2011)
- 1936 – Polina Astachovová, sovětská sportovní gymnastka, pětinásobná olympijská vítězka († 5. srpna 2005)
- 1939 – Grace Slick, americká zpěvačka a malířka
- 1940 – Pauli Nevala, finský atlet, olympijský vítěz v hodu oštěpem
- 1941 – Theodor Hänsch, německý fyzik, nositel Nobelovy ceny
- 1946
  - Robert Lee Gibson, americký astronaut
  - Chris Slade, britský rockový bubeník
  - William Thurston, americký matematik
  - Ian McGeechan, skotský ragbista
- 1950 – Zoran Milanović, předseda vlády Chorvatska
- 1953 – Alexandr Fjodorovič Poleščuk, ruský kosmonaut
- 1955 - Joël Bouzou, francouzský pětibojař
- 1956
  - Milan Ftáčnik, slovenský politik a bývalý primátor Bratislavy  († 14. května 2021)
  - Juliet Stevensonová, anglická herečka
- 1957
  - Ľubomír Ftáčnik, slovenský mezinárodní šachový velmistr
  - Alexandr Lazutkin, ruský kosmonaut
- 1960
  - Rob Tognoni, australský zpěvák a kytarista
  - Diego Maradona, argentinský fotbalista († 25. listopadu 2020)
- 1961
  - Dmitrij Muratov, šéfredaktor ruského opozičního listu Novaja gazeta, nositel Nobelovy ceny
  - Ronald Garan, americký pilot a astronaut
- 1964 – Sandra Magnusová, americká inženýrka a astronautka
- 1966 – Zoran Milanović, chorvatský prezident
- 1968 – Ursula Poznanski, rakouská spisovatelka
- 1969 – Snow, kanadský reggae zpěvák a toaster
- 1974 – Kerry McGregor, skotská zpěvačka († 4. ledna 2012)
- 1977 – Ivan Čiernik, slovenský hokejista
- 1984 – Ivan Švarný, slovenský hokejista
- 1986
  - Thomas Morgenstern, rakouský skokan na lyžích
  - Peter Pekarík, slovenský fotbalový reprezentant
- 1988 – Janel Parrish, americká herečka, zpěvačka a skladatelka
- 1989 – Nastia Liukinová, americká sportovní gymnastka ruského původu
- 1991 – Artěmij Panarin, ruský hokejista
- 1992 – Tim Merlier, belgický silniční cyklista
- 1994 – Monty Ioane, italský ragbista

## Úmrtí

### Česko

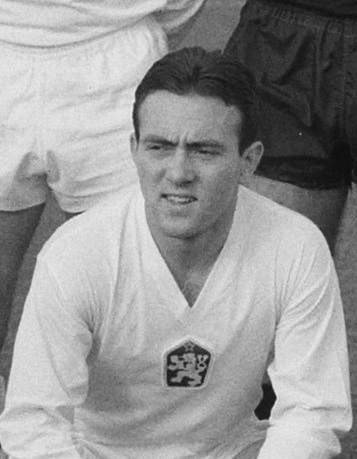
František Veselý († 2009)

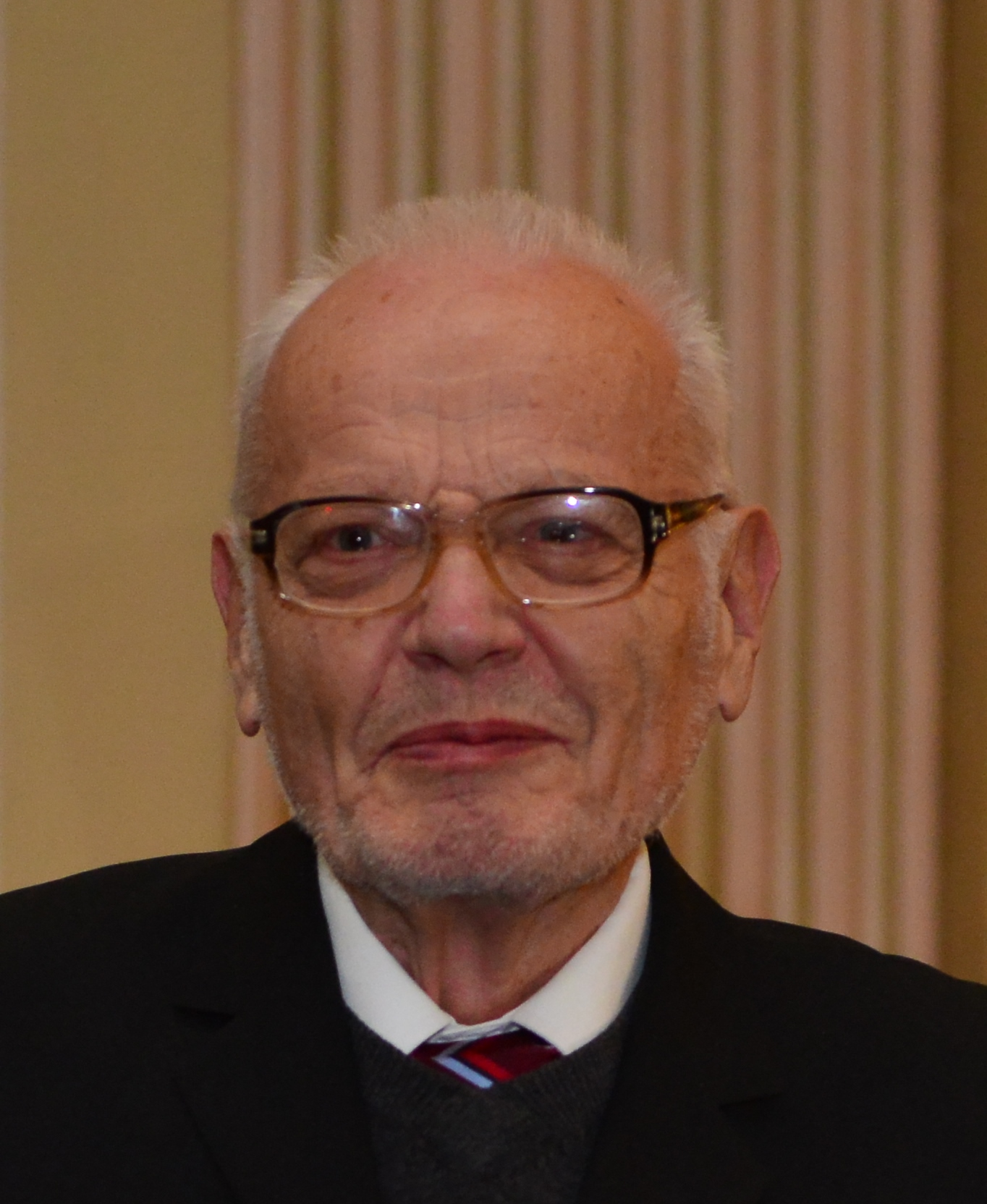
Emil Paleček († 2018)

- 1786 – Matyáš František Chorinský z Ledské, první brněnský biskup (* 4. října 1720)
- 1913 – Anton Waldhauser, český malíř (* 17. března 1835)
- 1916 – František Alois Hora, pedagog, básník a dramatik (* 1. srpna 1838)
- 1921 – Rudolf Bruner-Dvořák, zakladatel žurnalistické fotografie (* 2. července 1864)
- 1932 – Josef Šváb-Malostranský, herec, písničkář a kabaretiér (* 16. března 1860)
- 1938 – Josef Reyzl, československý novinář a politik německé národnosti (* 21. listopadu 1874)
- 1943 – Karel Guth, český archeolog a historik umění (* 21. září 1883)
- 1944 – Miloslav Jeník, fotbalista a operní zpěvák (* 12. září 1884)
- 1945
  - Svatopluk Innemann, český režisér, scenárista, kameraman a herec (* 18. února 1896)
  - Štěpán Zálešák, český sochař a řezbář (* 9. ledna 1874)
- 1949 – Alfred Nikodém, průkopník zimního plavání (* 25. března 1864)
- 1970 – Jan Alda, básník a překladatel (* 26. února 1901)
- 1971 – Osvald Chlubna, hudební skladatel a pedagog (* 22. července 1893)
- 1973 – Jan Stanislav Kolár, český scenárista, režisér, herec a filmový kritik (* 11. května 1896)
- 1974 – Richard Týnský, dirigent a hudební režisér (* 20. září 1909)
- 1982 – Václav Medek, římskokatolický teolog, kněz, církevní historik (* 30. srpna 1922)
- 1985 – Bohumil Kvasil, fyzik a politik (* 14. února 1920)
- 1992 – Václav Fišer, herec (* 7. září 1912)
- 1995
  - Jan Kazimour, ekonom, politik, předseda Státního statistického úřadu (* 16. února 1914)
  - Nelly Gaierová, zpěvačka a herečka (* 3. října 1908)
- 2004 – Rudolf Baudis, sportovec, skokan do výšky (* 12. dubna 1947)
- 2009
  - Josef Karlík, herec (* 19. března 1928)
  - František Veselý, fotbalista (* 7. prosince 1943)
- 2011
  - Jiří Winter Neprakta, kreslíř, karikaturista, ilustrátor a humorista (* 12. července 1924)
  - Miloš Pick, ekonom a publicista (* 16. srpna 1926)
  - Marie Těšitelová, česká jazykovědkyně (* 3. dubna 1921)
- 2012 – Miloš Pick, ekonom a národohospodář (* 16. srpna 1926)
- 2013 – Věra Haluzová, folkloristka (* 30. listopadu 1924)
- 2016 – Zdeněk Hrášek, kytarista a hudebník (* 19. února 1954)
- 2018 – Emil Paleček, vědec, objevitel elektrochemie nukleových kyselin (* 3. října 1930)
- 2021
  - Miroslav Středa, herec (* 18. května 1945)
  - Jana Altmannová, herečka (* 17. října 1944)

### Svět

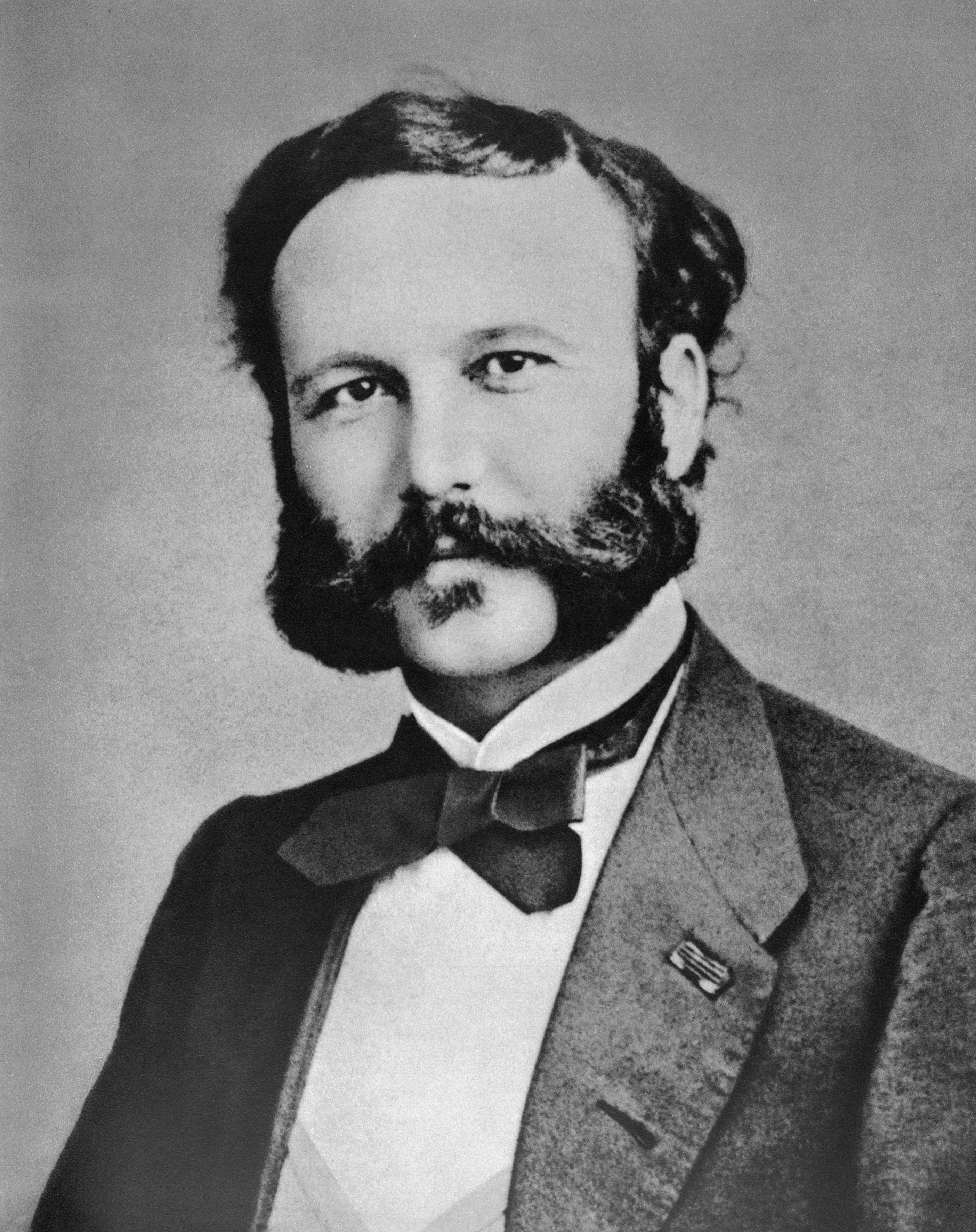
Henri Dunant († 1910)

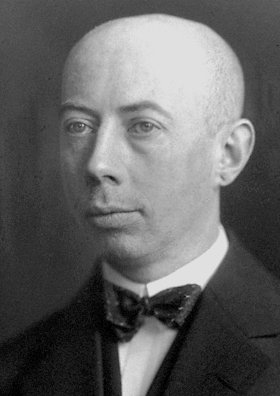
Gustav Ludwig Hertz († 1975)

- 1522 – Jean Mouton, francouzský hudební skladatel (* 1459)
- 1556 – Domingo Martínez de Irala, španělský conquistador (* 1506)
- 1611 – Karel IX. Švédský, švédský král (* 4. října 1550)
- 1626 – Willebrord Snellius, nizozemský matematik a fyzik (* 13. června 1580)
- 1685 – Michel Le Tellier, kancléř Francie (* 19. dubna 1603)
- 1742 – Magdalena Vilemína Württemberská, bádensko-durlašská markraběnka (* 7. listopadu 1677)
- 1724 Marie Lotrinská, monacká kněžna (* 12. srpna 1674)
- 1757 – Osman III., sultán Osmanské říše (* 3. ledna 1699)
- 1778 – Davide Perez, italský hudební skladatel (* 1711)
- 1786 – William Duesbury, britský smaltér a podnikatel (* 7. září 1725)
- 1802 – Charles Alexandre de Calonne, francouzský ministr financí za vlády Ludvíka XVI. (* 20. ledna 1734)
- 1809 – William Cavendish-Bentinck, britský státník (* 14. dubna 1738)
- 1810 – Louis Jarente de Sénac d'Orgeval, francouzský biskup (* 1. června 1746)
- 1816 – Fridrich I. Württemberský, první württemberský král (* 6. listopadu 1754)
- 1881 – Mathias Schönerer, rakouský stavitel železnic (* 9. ledna 1807)
- 1884 – Adolf Kriegs-Au, předlitavský spisovatel, státní úředník a politik (* 13. prosince 1819)
- 1892 – Olga Nikolajevna Romanovová, württemberská královna (* 11. září 1822)
- 1893 – Hermann August Seger, německý chemik (* 26. prosince 1839)
- 1910 – Jean Henri Dunant, švýcarský spisovatel a spoluzakladatel Mezinárodního Červeného kříže, nositel Nobelovy ceny za mír (* 8. května 1828)
- 1912 – James S. Sherman, americký státník, politik, právník a bankéř (* 24. října 1855)
- 1922 – Géza Gárdonyi, maďarský spisovatel (* 3. srpna 1863)
- 1923 – Andrew Bonar Law, britský premiér (* 16. září 1858)
- 1942 – Norbert Fabián Čapek, náboženský myslitel, představitel unitářství (* 3. června 1870)
- 1945
  - Onni Pellinen, finský zápasník (* 14. února 1899)
  - Wincenty Witos, předseda vlády Polska (* 22. ledna 1874)
- 1949 – Angela Hitlerová, sestra Adolfa Hitlera (* 28. července 1883)
- 1953 – Emmerich Kálmán, maďarský operetní skladatel (* 24. října 1882)
- 1956 – Pío Baroja, španělský romanopisec (* 28. prosince 1871)
- 1959 – Jim Mollison, skotský pilot a dobrodruh (* 19. dubna 1905)
- 1961 – Luigi Einaudi, prezident Itálie (* 24. března 1874)
- 1963
  - Hugh O'Flaherty, irský kněz, vatikánský diplomat a bojovník proti nacismu (* 28. února 1898)
  - Madame d’Ora, rakouská fotografka (* 20. března 1881)
- 1965 – Ivan Konstantinovič Matrosov, ruský železniční inženýr a vynálezce (* 16. června 1886)
- 1975
  - Karol Aufricht, slovenský fotograf (* 10. září 1910)
  - Gustav Ludwig Hertz, německý fyzik, nositel Nobelovy ceny (* 22. července 1887)
- 1979
  - Rachele Mussolini, manželka Benita Mussoliniho (* 11. dubna 1890)
  - Barnes Wallis, britský vědec a vynálezce (* 26. září 1887)
- 1982 – Iryna Vilde, ukrajinská spisovatelka (* 5. května 1907)
- 1987 – Joseph Campbell, americký komparativní religionista (* 26. března 1904)
- 1989 – Aristid Lindenmayer, maďarský biolog (* 17. listopadu 1925)
- 1992 – Joan Mitchellová, americká malířka (* 12. února 1925)
- 2000
  - Štefan Mašlonka, slovenský sportovní novinář a rozhlasový reportér (* 4. února 1920)
  - Steve Allen, americký komik, herec, spisovatel, hudebník a hudební skladatel (* 26. prosince 1921)
- 2006 – Clifford Geertz, americký antropolog (* 23. srpna 1926)
- 2007 – John Woodruff, americký olympijský vítěz v běhu na 800 metrů z roku 1936 (* 5. července 1915)
- 2010 – Harry Mulisch, nizozemský spisovatel (* 29. července 1927)
- 2013
  - Frank Wess, americký saxofonista a flétnista (* 4. ledna 1922)
  - Pete Haycock, britský kytarista a zpěvák (* 4. března 1951)
- 2020 – Robert Fisk, britský novinář (* 12. července 1946)

## Svátky

### Česko
- Tadeáš
- Arsen (Arzen), Asterius, Asterie, Asta
- Klaudián, Klaudius
- Zenobie
- Hvězdoslav
- Chrabroš

### Svět
- Rusko: Památný den obětí politických represí
- Slovensko: Martinská deklarace (1918)

Katolický kalendář
- Svatý Marcel

| 30. říjen v pražském KlementinuÚdaje jsou platné k 29. 4. 2025. | 30. říjen v pražském KlementinuÚdaje jsou platné k 29. 4. 2025. | 30. říjen v pražském KlementinuÚdaje jsou platné k 29. 4. 2025. |
| minimum                                                         | denní průměr                                                    | maximum                                                         |
| --------------------------------------------------------------- | --------------------------------------------------------------- | --------------------------------------------------------------- |
| −6,8 °C (1920)                                                  | 7,5 °C (od 1961)                                                | 19,7 °C (2018)                                                  |